# Lucien Bianchi
Lucien Bianchi (Milano, Italija, 10. studenog 1934. – Le Mans, Francuska, 30. ožujka 1969.) je bivši belgijski vozač automobilističkih utrka.

## Rezultati u Formuli 1
| Sezona | Momčad | Šasija | Motor | Utrke | Pobjede | Podiji | Bodovi | Plasman |
| ------ | ------ | ------ | ----- | ----- | ------- | ------ | ------ | ------- |
| 1960.  |        |        |       |       |         |        |        |         |

## Vanjske poveznice
- Lucien Bianchi na racing-reference.info